# Antheuella
Antheuella is een geslacht van vlinders van de familie tandvlinders (Notodontidae), uit de onderfamilie Notodontinae.

## Soorten
- A. flavida (Hampson, 1910)
- A. incana (Janse, 1920)
- A. psolometopa (Tams, 1929)